# Mesoglossus pygmaeus
Mesoglossus pygmaeus is een diersoort in de taxonomische indeling van de Hemichordata. Het dier behoort tot het geslacht Mesoglossus en behoort tot de familie Harrimaniidae. De wetenschappelijke naam van de soort werd voor het eerst geldig gepubliceerd in 1938 door Hinrichs & Jacobi.